# Cees van Leeuwen (1951)
Cornelis Hubertus Johannes (Cees) van Leeuwen (Den Haag, 29 april 1951) is een Nederlands voormalig basgitarist, politicus en advocaat. Hij was basgitarist in de band Kayak en was namens de Lijst Pim Fortuyn (LPF) staatssecretaris van Onderwijs, Cultuur en Wetenschappen in het kabinet-Balkenende I.

## Levensloop
Van Leeuwen volgde de hbs-b en was tussen 1972 en 1975 basgitarist van Kayak. Hij nam de plaats in van beoogd bassist Jean Michel Marion. Hij schreef mee aan diverse liedjes, zoals Wintertime en See see the sun. Alhoewel slechts kort gespeeld in Kayak werd hij zijn verdere carrière toch steeds gevraagd om die periode. Lievelingsnummer van hem was Lyrics vanwege de vreemde maatindeling 7/4-maat). Al in de tijd met Kayak studeerde hij culturele antropologie aan de Universiteit van Amsterdam (hij moet het lidmaatschap opzeggen om tijd vrij te maken voor de studie) en vervolgens rechten aan de Rijksuniversiteit Leiden waar hij wetenschappelijk medewerker sociaal recht werd. Daarna werd hij advocaat, gespecialiseerd in arbeidsrecht en entertainmentrecht. Hij was verbonden aan Geelkerken & Linskens Advocaten te Leiden, en daarna aan CMS Derks Star Busmann te Utrecht. Hij is auteur van diverse boeken op het gebied van arbeidsrecht en entertainmentrecht, alsmede vele wetenschappelijke artikelen. Ook is hij actief als voorzitter/moderator op studiedagen en seminars, zowel in binnen- als buitenland.

### Politiek
Van 22 juli 2002 tot 27 mei 2003 was Van Leeuwen namens de LPF-staatssecretaris van Onderwijs, Cultuur en Wetenschappen. Hij was belast met cultureel erfgoed, kunsten, media, letteren, internationaal cultuurbeleid en ICT (Kennisnet). Toen hij demissionair was bepleitte hij dat in het volgende kabinet de post van Cultuur door een minister zou worden bekleed en niet langer door een staatssecretaris, hetgeen later ook gebeurde. Bij zijn afscheid schreef hij de vroege val van het kabinet van zich af in een door hem gecomponeerd lied de Balkenende Blues, dat ook op cd verscheen.

### Executive Searcher
Later bekleedt hij diverse bestuursfuncties en commissariaten en is als partner verbonden aan de door hemzelf opgerichte onderneming Van Leeuwen Associates, Executive Search te Amsterdam. Vanaf 1995 is hij tevens juridisch adviseur van diverse ondernemingen, alsmede van de zangeres Anouk, namens wie hij in 2007 haar manager; zijn naamgenoot Cees van Leeuwen moest ontslaan. Tevens is hij lid van het Comité van Aanbeveling voor Stichting Weeshuis Sri Lanka.

## Boerderij
Bij aanvang van zijn staatssecretariaat was hij met de Nederlandse staat verwikkeld in een geding over zijn woonboerderij in Hoogmade die moest worden onteigend voor de HSL-Zuid. De boerderij werd voor 1,36 miljoen euro overgenomen, en Van Leeuwen kreeg de kans elders in Hoogmade een nieuwe woning te laten bouwen. Minister Netelenbos besloot de boerderij in het Nederlands Openluchtmuseum in Arnhem weer te laten opbouwen. Toen zij aan de boerderij in Hoogmade een werkbezoek bracht bleek dat Van Leeuwen delen van het 17e-eeuwse interieur had verwijderd, omdat het gebouw toch zou worden gesloopt. Een door Balkenende ingestelde Commissie van Drie stelde Van Leeuwen hierover in het gelijk. De boerderij is thans in het Openluchtmuseum te zien, inclusief het interieur dat Van Leeuwen verwijderd had.

## Huisjesmelker
Van Leeuwen kwam in april 2023 in opspraak door een artikel in NRC, waarin werd beschreven hoe hij als vastgoedverhuurder zijn huurders bedreigde en intimideerde. Ook exploiteerde hij illegale B&B's in zijn panden, waarvan hij de vergunningen op naam van zijn huurders liet zetten. Van de gemeente Amsterdam kreeg hij dat jaar ook een boete vanwege het overtreden van de regels. Hij kwam in december 2023 en januari 2024 nogmaals in opspraak nadat er aan de Huurcommissie een casus was voorgelegd. De commissie besloot in die zaak dat de huurprijs van een door Van Leeuwen verhuurde woonruimte moest worden verlaagd tot een fractie van het oorspronkelijke bedrag. In juli 2025 maakte BOOS een aflevering over deze wanpraktijken met medewerking van stadsgeograaf Cody Hochstenbach en universitair hoofddocent Samantha Renssen.
- Parlement.com: vg9fgopriozy